# Елена Унгарска (Австрия)
Елена (Хелена или Илона) Унгарска (на немски: Helena (Ilona) von Ungarn; * ок.  1158; † 25 май 1199) от род Арпади, е херцогиня на Австрия.

## Живот
Дъщеря е на унгарския крал Геза II (1130 – 1162) и съпругата му Ефросина Киевска (1130 – 1186), дъщеря на Мстислав I (1076 – 1132), велик княз на Киевска Рус. Тя е сестра на кралете Стефан III и Бела III.
Елена (Илона) се омъжва на 12 май 1172 г. или през 1174 г. за австрийския херцог Леополд V Бабенберг (* 1157; † 31 декември 1194) от династията Бабенберги. Тя умира през 1199 г.

## Деца
- Фридрих I Бабенберг (* 1175; † 16 април 1198), херцог на Австрия
- Леополд VI Бабенберг (* 1176; † 28 юли 1230), херцог на Австрия (1198 – 1230) и Щирия (1194 – 1230).
- ?Агнес
- ?Берта